# Focke-Wulf Fw 190 Würger
Focke-Wulf Fw 190 Würger (srakoper; tudi mesarska ptica) je bilo lovsko letalo nemške Luftwaffe in eno najboljših letal svoje vrste tistega obdobja. Skupaj jih je bilo izdelanih okoli 19.500. Izdelava se je začela leta 1941 in se nadaljevala vse do konca vojne. Letalo so izdelovali v več kot 150 različicah. Zadnje različice D-9 so bile povsem enakovredne zavezniškim lovcem, a jih je bilo premalo, da bi še lahko spremenile potek bojevanja v zraku med drugo svetovno vojno.
Fw 190 je bil med piloti zelo priljubljen in veljal za boljšega kot Spitfire Mk V, ko sta se prvič srečala leta 1942 nad Dieppom.  V primerjavi z Bf 109 je bil Fw 190 delovno orožje, ki je bilo uporabljano za različne naloge. Bil je jurišnik, nočni lovec, daljinski spremljevalni lovec in, po zamenjavi motorja v seriji D, tudi višinski lovec prestreznik.

## Zgodnji razvoj
Reichsluftfahrtministerium (RLM) oz. Rajhovsko letalsko ministrstvo je jeseni 1937 naprosilo nemške konstruktorje, naj izdelajo novega lovca, deloval naj bi skupaj z osnovnim lovcem Messerschmitt Bf 109. Kljub temu da je bil Bf 109 še vedno učinkovito letalo, je odgovorne v RLM skrbel hiter razvoj tujih lovcev. Potrebovali so novo, modernejše letalo, ki bi bilo v prihodnje kos novejšim in vse boljšim zavezniškim lovcem.
Kurt Tank se je odzval s številnimi načrti, večinoma s tekočinsko hlajenimi vrstnimi motorji. Šele z modelom, ki je predvideval zračno hlajen zvezdasti motor, je vzbudil pozornost RLM-ja. V tistem času zvezdasti motorji v evropskih lovskih letalih niso bili pogosti, saj so imeli velik, odprt vstopnik za propelerjem, zaradi česar je veljalo, da ustvarjajo preveč zračnega upora. Tank je opazil velik uspeh ameriških zvezdastih motorjev Pratt & Whitney Twin Wasp in Double Wasp. V svojih lovskih letalih sta jih uporabljala Vojna mornarica ZDA in marinci. Zasnoval je okrov za motor tako, da je bil zračni upor manjši. Namesto, da bi bil sprednji del motorja odprt, je Tank pustil le manjši in ozek vstopnik zraka med okrovom motorja in pestom propelerja. S tem naj bi omogočil še zadosten dotok zraka, ta pa bi se nato razporedil po motorju s pomočjo dodatnega (sprva 10-, nato 12-, nazadnje pa 14-krakega) hladilnega ventilatorja, t. i. "impelerja", ta se je vrtel do trikrat hitreje kot sam propeler. Vendar hlajenje druge vrste valjev s tem ni bilo zadovoljivo rešeno, še posebej kritično je bilo pregrevanje spodnjih valjev v drugi vrsti.
Uporaba zvezdastega motorja v Fw 190 zato tudi ne bi vplivala na vzporedno proizvodnjo Bf 109, zanj so bili v prvi vrsti rezervirani motorji DB 601 (pozneje DB 605) s tekočinskim hlajenjem. S tem je RLM samo še bolj povečal svoje zanimanje zanj.

## Prototipi
Prvi prototip Fw 190 V1 je bil opremljen s 14-valjnim zvezdastim motorjem BMW 139, ki je razvil 1.550 KM/1.140 KW in je imel civilno registracijo D-OPZE. Prvič je vzletel 1. junija 1939 in je pokazal izredne sposobnosti za to dokaj majhno letalo. Letalo se je dobro odzivalo, zagotavljalo je dobro vidljivost in je imelo primerno hitrost. Testni piloti so pohvalili široko podvozje letala, ki je omogočalo, v primerjavi z Bf 109, povsem varno pristajanje in vzletanje.
Prva večja težava, ki se je pokazala na testnih poletih, je bil položaj pilotske kabine. Bila je pomaknjena preveč naprej, bližina motorja pa je povzročala, da se je kabina preveč segrevala. Med krstnim poletom je temperatura v kabini dosegla 55°C, testni pilot Hans Sander je to opisal z besedami: »Bilo je vroče, kot da bi imel obe nogi v peči.«. Focke Wulf in BMW sta krivdo valila drug na drugega. BMW je končno le prepričal RLM in Tanka, da se dotedanji motor 139 zamenja z novejšim 801. Motor 801 je imel isti premer, bil pa je daljši in težji, zaradi tega je Tank Fw 190 predelal. Kljub hladilnemu ventilatorju se je tudi motor BMW 801 pregreval in dosegal zelo visoke temperature. V enem primeru je detoniralo strelivo za mitraljeza MG 17, ki sta bila v paru nameščena na zgornjem delu trupa med motorjem in pilotsko kabino.
Težave z motorji so zaznamovale celotno »otroško« obdobje letala, projekt je bil večkrat skorajda ustavljen. S pomočjo dveh mehanikov, nadporočnika Karla Borrisa in Otta Behrensa, so projekt le obdržali. Nekako sta uspela prepričati odgovorne, da je letalo kljub težavam vredno, da se ga začne redno izdelovati.
Težave so bile le deloma odpravljene v poznejših prototipih, še preden je A-0 šel v redno izdelavo. Prva letala so prispela v operativne enote že konec leta 1940, bojne enote pa so nova letala prejela šele avgusta in septembra 1941. Pregrevanje motorja se je nadaljevalo do spomladi 1942, ko so začeli v različici A-2 uporabljati nov motor BMW 801 C-2. Izkazalo se je namreč, da je rešitev pregrevanja v spremembah izpušnega sistema, metodo je odkril Rolf Schrödter iz III./JG 26. Te popravke so lahko opravili kar mehaniki/vzdrževalci v enotah.

## Operativna služba
Prvih nekaj mesecev bojnega delovanja so zavezniški vojaški piloti zamenjevali tega novega lovca s Curtissi P-36 Mohawki 75, do teh letal so Nemci prišli po francoski kapitulaciji. Novi lovec je bil boljši kot Spitfire Mk V, ki je bil takrat v uporabi v RAF-u, v skoraj vseh ozirih, razen v radiju zavoja. Zavezniške izgube letal so naraščale, Luftwaffe je tako prevzela nadzor nad Rokavskim prelivom. Zavezniki so celo načrtovali desant ducata komandosov, da bi zaplenili Fw 190 na nemškem letališču v Franciji, s seboj bi vzeli pilota, ki bi zajeto letalo preletel v Anglijo, ta pilot naj bi bil Jeffrey Quill, eden od preizkusnih pilotov Spitfira. Načrt za desant je bil že izdelan in 23. junija 1942 tudi predan Poveljstvu kombiniranih operacij. Desant je postal odveč, ko je istega dne (torej 23. junija 1942) nemški pilot, nadporočnik Armin Faber iz elitnega JG 2, po pomoti (bolje rečeno se je povsem izgubil) pristal na britanskem letališču Pembrey v južnem Walesu. Faber je pred pristankom nad letališčem celo napravil zmagovalni sodček, po pristanku so ga britanski vojaki razorožili kar s signalno pištolo, ker drugega orožja niso imeli pri roki. Faber je še dve uri po prijetju govoril kar po francosko, preden je končno le doumel položaj. Mislil je, da je pristal v Franciji! Pozneje so ga z ladjo prepeljali v Kanado v ujetniško taborišče, kjer je dvakrat poskušal pobegniti, tik pred koncem vojne so ga zaradi slabega zdravja repatriirali nazaj v Nemčijo. Armin Faber je 21. septembra 1991 letalskemu muzeju v Shorehamu v Kentu podaril svoje oficirsko bodalo in pilotsko značko. Britanci so tako dobili kot "dar z neba" skoraj povsem nov in nedotaknjen Fw 190 A-3 (tovarniška številka 00313). Letalo so potem prebarvali v kamuflažne barve RAF-a in mu dodelili oznako MP499. To je bil edini lovec Fw 190, ki so ga Britanci nedotaknjenega dobili v vsej vojni. Izkoristili so to priložnost in dodobra preučili in preizkusili to letalo. Z njim je letel tudi nesojeni udeleženec nepotrebnega desanta Jeffrey Quill, kot tudi nekateri ameriški piloti. Potrdili so, da je Fw 190 od Spitfira Mk V boljši v skoraj vseh pogledih. Povzeli so nemški hladilni sistem (?) in način vgraditve zvezdastega motorja in ga uporabili pri izdelavi Hawker Tempesta II. Obenem so Britanci močno pospešili razvoj Spitfira Mk IX.
Prva pomembnejša množična uporaba Fw 190 v boju je bila 19. avgusta 1942 med operacijo Jubilee, zavezniškim napadom na Dieppe. Lovska polka JG 2 in JG 26 sta bila malo pred tem opremljena z novimi Fw 190, na dan spopada sta lahko poletela s 115 lovci, vključenih je bilo še nekaj Bf 109 G. RAF je poslal nad Dieppe preko 300 lovcev, večina je bila Spitfirov Mk V, bilo je nekaj Spitfirov Mk IX in Hawker Typhoonov. Poleg tega so takrat uporabili tudi več eskadrilj Hawker Hurricanov za lovsko-bombniške in North American P-51 Mustangov I. za izvidniške naloge. V celotni operaciji so Nemci izgubili 25 Fw 190, vključno z letali, ki so se razbila pri pristankih, dosegli pa so 106 zmag. Britanci so izgubili 81 članov posadke (mrtvi ali zajeti), medtem ko so Nemci imeli le 14 mrtvih. Med operacijo so Fw 190 uspešno uporabili tudi kot jurišnika v napadih proti zavezniškim vojnim ladjam.
Na vzhodni fronti je Fw 190 dosegel največjo slavo v JG 54 Grünherz ("Zeleno srce"). To je bila prva enota, ki je marca 1943 v celoti zamenjala Bf 109 s Fw 190. V tem lovskem polku so leteli nekateri največji letalski asi celotne vojne: Otto Kittel (267 zmag), Walter Nowotny (258 zmag)...
Leta 1942 in 1943 sta JG 2 in JG 26, opremljena s Fw 190, izvajala številne lovsko-bombniške napade vzdolž južne obale Anglije. Prvi uspehi so bili hitro pozabljeni, saj so imeli številne izgube, Hawker Typhooni so se izkazali za boljše na majhnih višinah. Tega leta so na vzhodnih bojiščih Nemci začeli uvajati nove lovsko-bombniške in jurišne različice Fw-190 izpeljank F in G. Z njimi so začeli nadomeščati še ne dolgo tega tako uspešne, a potem zelo hitro popolnoma zastarele štuke. Te so leta 1940 v "bitki za Britanijo" doživljale tako strahovite izgube, da jih je bilo nujno potrebno takoj zamenjati z novim, boljšim letalom. Tako je Fw 190 iz čistega lovca postal tudi jurišno letalo za napade na cilje na tleh in na morju. 
Ko je Vojno letalstvo Kopenske vojske ZDA (USAAF) leta 1943 začelo vse pogosteje bombardirati Nemčijo podnevi, je Fw 190 postal tudi »uničevalec bombnikov«. Opremili so ga z močnejšim oklepom, kar je povzročilo slabše manevrske sposobnosti v višjih zračnih plasteh. Stodevetdesetke so zaradi tega vse pogosteje postajale žrtve zavezniških spremljevalnih lovcev P-51 Mustangov.

## Fw 190 A
Fw 190 A-1
Fw 190 A-1 je bil prvič predstavljen junija 1941. Prva letala so bila poslana Erprobungsstaffel -preizkuševalna eskadrilja- (bivšemu II./JG 26 »Schlageter«) za nadaljnja testiranja. Po testih so bili ti A-1 dodeljeni novemu II./JG 26, ki je deloval na letališču Le Bourget v bližini Pariza. Ta različica je bila opremljena z motorjem BMW 801 C-1 (1.560 KM/1.160 KW), dvema 7,92 mm mitraljezoma MG 17 nad motorjem, dvema v krilih in dvema 20 mm topoma MG FF/M krilih. Piloti so se pritoževali, da so mitraljezi MG 17 skoraj neuporabni v sodobnem bojevanju in jim dali vzdevek »ropotuljice«. Zaradi pregrevanja motorja je bila življenjska doba večine letal te serije le 30-40 ur, nato pa jim je bilo potrebno zamenjati motor. Med junijem in avgustom 1941 sta bili izdelani le 102 letali te serije.  
Junija 1941 je II./JG 26 kot prva enota prejela letala A-1. Poveljnik skupine, stotnik in letalski as Walter Adolph, je 18. septembra 1941 še z osmimi lovci vzletel z nalogo spremljati nemški tanker. Naleteli so na mešano britansko skupino Blenheimov, Spitfirov in Hurricanov, v spopadu je Adolpha s Spitfirom sestrelil angleški letalski as Cyril Babbage. To je bil prvi Fw 190, izgubljen v boju.
Fw 190 A-2
Prvi Fw 190 A-2 so bili sestavljeni avgusta 1941. Različica je bila opremljena z novimi motorji BMW 801 C-2 (1.600 KM/1.190 KW), ki so rešili večino težav s pregrevanjem motorja. Dodane so bile nove hladilne odprtine, ki so prispevale k boljšemu hlajenju. Posodobili so tudi oborožitev: oba krilna mitraljeza MG 17 so zamenjali z 20 mm topoma MG 151/20 in posodobili namerilni sistem Revi C12/C z novejšim C12/D. Nekatere A-dvojke so bile opremljene tudi z nosilci bomb ETC 501. Izboljšali so tudi hidravlično pristajalno podvozje z električnim upravljanjem. S to različico so Nemci prevzeli pobudo in dosegli premoč nad Britanci v zraku. 
Zaradi podobnosti z A-3, večina zajema obe različici hkrati pri navajanju števila izdelanih letal. Med oktobrom 1941 in avgustom 1942 je bilo izdelanih okoli 910 letal obeh različic.
Fw 190 A-3
Izdelava različice A-3 se je začela spomladi 1942. Opremljena je bila z novim motorjem BMW 801 D-2 (1.700 KM/1.270 KW). Zaradi izboljšav motorja so različice A-3 potrebovale visoko oktansko gorivo (100 oktanov z oznako C3), oborožitev je bila enaka predhodnemu modelu. Kmalu po prihodu na vzhodno fronto so A-3 že obvladovali zračni prostor Sovjetske zveze. S to različico so razvili tudi Umrüst-Bausätze - tovarniško izdelane konverzacijske komplete: U1 je imel nosilce bomb ETC 501 namesto MG FF v krilih. U2 tri nosilce raket RZ 73 mm pod vsakim krilom. U3 je poskrbel za spremembo v jurišnika - osrednji nosilec bomb ETC 501 pod trebuhom letala in en nosilec SC 50 na vsakem krilu. Obdržal je dva mitraljeza MG 17 nad motorjem in dva krilna topa MG 151. U4 je bil izvidniški komplet - dve kameri Rb 12,5 in odvrgljiv 300 l rezervoar. Izdelanih je bilo tudi nekaj A-3-U7 - višinskih (stratosferskih) lovcev, ki so bili oboroženi le z dvema topoma MG 151 in imeli zmanjšan oklep.
Zaradi podobnosti z A-2, večina zajema obe različici hkrati pri navajanju števila izdelanih letal. Med oktobrom 1941 in avgustom 1942 je bilo izdelanih okoli 910 letal obeh različic.
Fw 190 A-4
Fw 190 A-4 je bil predstavljen junija 1942, opremljen je bil z enakim motorjem in oborožitvijo kot A-3. Glavna posodobitev je obsegala novejšo radijsko opremo in v nekaterih primerih tudi daljinsko upravljanje ventilatorja za hlajenje motorja. Pri tej različici so povečali število kompletov Umrüst-Bausätze.
U1 je bila izpeljanka s podkrilnimi nosilci bomb, od standardne oborožitve pa je obdržala le dva topa MG 151. U3 je bil zasnovan kot jurišnik s podkrilnimi nosilci ETC 501, na njih so lahko pritrdili bombe SC 250 ali pa 300 l odvrgljive rezervoarje. Ta izpeljanka je postala osnova za poznejši jurišnik Fw 190 F-1. Z manjšimi dodatki (dušilci plamenov izpuha in pristajalne luči) je lahko U3 postal tudi nočni lovec. U4 je bilo izvidniško letalo, opremljeno z dvema kamerama Rb 12,5 zadaj in EK 16 oz. Robot II kamero spredaj. Oboroženo je bilo z dvema 7,92 mm mitraljezoma MG 17 in dvema 15 mm topoma MG 151. U7 je bil višinski lovec. U8 je bil daljinski lovski bombnik (Jabo-Rei ali Jagdbomber Reichweite); imel je dodatni 300 l odvrgljiv rezervoar in dve bombi SC 50 pod vsakim krilom. Včasih so odstranili 20 mm topova MG FF/M, da so lahko dodali še dve dodatni bombi SC 250. Bil je osnova za prihodnjo izpeljanko jurišnika Fw 190 G. 
Nekateri A-4 so bili opremljeni tudi s podkrilnimi lanserji raket WGr 21, dobili so oznako Fw 190 A-4/R6.
Med junijem 1942 in marcem 1943 so izdelali 976 letal A-4.
Fw 190 A-5
Fw 190 A-5 je bil razvit potem, ko so ugotovili, da Fw 190 lahko nosi več bojnega tovora. Zato so mu podaljšali nos letala za 15 cm in letalo opremili z motorjem BMW 801 D-2 (1.700 KM/1.270 KW), radijsko opremo in novim elektronskim umetnim horizontom. A-5 je ohranil enak oklep kot A-4, razvili pa so tudi komplete Umrüst-Bausätze.
U2 je bil zasnovan kot nočni daljinski lovski bombnik. Podtrebušni nosilec ETC 501 je lahko nosil 250 kg bombo, medtem ko je lahko podkrilni nosilec nosil 300 l odvrgljiv rezervoar. V koren krila so namestili kamero EK 16, letalo pa je imelo za obrambo še dva topa MG 151. U4 je bil izvidniški lovec z dvema kamerama Rb 12,5 in z vso oborožitvijo kot A-5, razen dveh topov MG FF. U8 je bil lovski bombnik, opremljen s podtrebušnim nosilcem in dvema podkrilnima nosilcema. Oborožen je bil le z dvema topoma MG 151 in je tako predstavljal osnovo za izpeljanko Fw 190 G-2. U12 je bil protibombniški lovec, opremljen z dvema 20 mm topoma, dvema 30 mm topoma in dvema 13 mm mitraljezoma. Ostale A-5 različice so uporabljale krilni top in podkrilni nosilec mitraljeza kot npr. WB 151/20.
Med novembrom 1942 in junijem 1943 so izdelali 1.752 letal podserije A-5.
Fw 190 A-6
Fw 190 A-6 je bil razvit, da bi odpravili slabosti v predhodne serije A, ki so postale očitne pri napadih na bombnike. Zaradi izboljšav je nenehno rasla teža letala. Da bi kompenzirali to naraščanje teže in obenem omogočili še vgradnjo boljše oborožitve, so razvili večja in lažja krila. Običajno oborožitev so povečali na dva mitraljeza MG 17 in štiri tope MG 151/20. Mitraljeza so obdržali samo zato, ker sta uporabljala označevalno strelivo, kar je omogočalo varčnejše streljanje s topovi. Dodatno so oklepili pokrov kabine in vgradili nov radijsko-navigacijski sistem. 
Med majem 1943 in marcem 1944 so zgradili okoli 1.055 letal.
Fw 190 A-7
Fw 190 A-7 je temeljil na Fw 190 A-5/U9 in je novembra 1943 šel v redno proizvodnjo. Opremljen je bil z motorjem BMW 801 D-2 (1.700 KM/1.270 KW). Osnovno oborožitev so povečali na dva 13 mm mitraljeza MG 131 v trupu letala, dva 15 mm topa MG 151 v korenu kril in dva 15 mm topa MG 151 na zunanjem delu kril. Posodobili so tudi merilni sistem z novejšim modelom 16B. Zaradi dodatne oborožitve se je povečala teža letala, zato so morali okrepiti podvozje. Večina letal je bila opremljenih s podtrebušnim nosilcem ETC 501. Izdelanih je bilo več kompletov Rüstsätze.
Med novembrom 1943 in aprilom 1944 so izdelali 701 letalo različice A-7.
Fw 190 A-8
Fw 190 A-8 je šel v redno proizvodnjo februarja 1944. Različica je uvedla erhöhte notleistung, za dodatno moč motorja v sili. Vbrizgal je dodatno gorivo v mešanico zraka in goriva, kar je za kratek čas povečalo moč motorja. To kratkotrajno dodatno moč motorja so uporabljali na kratkih vzletnih stezah, vzletih s polno obremenitvijo, na vzletiščih, kjer je bil možen vzlet le na en način - ne glede na smer vetra in za pobege pred zavezniškimi lovci. 
Imel je tudi nov lesen propeler in nov pokrov kabine, ki je bil zelo podoben zavezniškemu kapljičastemu pokrovu in je omogočal še boljšo preglednost. Izdelali so tudi skoraj ducat kompletov Rüstsätze.
V najmanj osmih tovarnah so izdelali več kot 6.550 letal različice A-8.
Fw 190 A-9
Fw 190 A-9 je bil zadnji redno proizvajani član serije A. Izdelava se je začela septembra 1944, A-9 je bil opremljen z motorjem BMW 801 TS oz. BMW 801 TH (2.000 KM/1.490 KW). Povečali so debelino oklepa s 6 na 10 mm in število lopatic hladilnega ventilatorja motorja z 12 na 14. Vgradili so tudi večji, bolj učinkovit in bolje oklepljen hladilnik za oljni sistem, kapljičast pokrov kabine itn. Nekatera letala so imela vgrajen lesen propeler, večina pa je imela klasičen kovinski propeler. 
Do konca vojne so izdelali 910 letal.
Fw 190 A-10
Fw 190 A-10 je bila zadnja načrtovana različica serije A, v operativno rabo naj bi prišla marca 1945. Opremljena naj bi bila z večjimi krili za boljše manevrske sposobnosti na večjih višinah, hkrati pa bi tako pridobili dodaten prostor za 30 mm topove MK 103. Vgradili naj bi motor BMW 801 F. Ker pa so dali prednost seriji D in novemu Ta 152 H, A-10 ni nikoli prišel v redno proizvodnjo.
Primerjava različic serije Fw 190 A
Skupaj so izdelali okoli 13.291 letal vseg različic serije A.
| Različica | Motor       | Moč (KW/KM) | Osnovna teža (kg) | Razpon kril (m) | Površina kril (m²) | Bojni tovor (kg) | Dolet (km) | Operativna višina (m) | Največja hitrost (km/h) | Potovalna hitrost (km/h) | Hitrost vzpona (m/s) | Začetek proizvodnje |
| --------- | ----------- | ----------- | ----------------- | --------------- | ------------------ | ---------------- | ---------- | --------------------- | ----------------------- | ------------------------ | -------------------- | ------------------- |
| Fw 190 A0 | BMW 801 C-0 | 1.147/1.560 | 3500              | 10,50           | 18,30              | 1.125            | ?          | 9.600                 | 810                     | 630                      | 14                   | 1941                |
| Fw 190 A1 | BMW 801 C   | 1.147/1.560 | 3.775             | 10,50           | 18,30              | 1.253            | 570        | 9.600                 | 810                     | 630                      | 15                   | 1941                |
| Fw 190 A2 | BMW 801 C   | 1.147/1.560 | 3.850             | 10,50           | 18,30              | 1.150            | 570        | 9.600                 | 810                     | 630                      | 15                   | 1941                |
| Fw 190 A3 | BMW 801 D-2 | 1.250/1.700 | 3.995             | 10,50           | 18,30              | 1.150            | 570        | 10.600                | 810                     | 640                      | 15                   | 1941/42             |
| Fw 190 A4 | ?           | ?           | ?                 | ?               | ?                  | ?                | ?          | ?                     | ?                       | ?                        | ?                    | 1942                |
| Fw 190 A5 | ?           | ?           | ?                 | ?               | ?                  | ?                | ?          | ?                     | ?                       | ?                        | ?                    | 1943                |
| Fw 190 A6 | BMW 801 D-2 | 1.272/1.730 | 4.107             | 10,50           | 18,30              | 1.207            | 500        | 10.500                | 660                     | 600                      | 14,5                 | 1943                |
| Fw 190 A7 | ?           | ?           | ?                 | ?               | ?                  | ?                | ?          | ?                     | ?                       | ?                        | ?                    | 1943                |
| Fw 190 A8 | BMW 801 D-2 | 1.250/1.700 | 4.350             | 10,50           | 18,30              | 1.450            | 985        | 10.600                | 640                     | 585                      | 13                   | 1944                |

## Razvoj višinskega (stratosferskega) lovca
Še preden je Fw 190 A prišel v operativno uporabo, je že bilo očitno, da letalo nima želenih sposobnosti letenja na velikih višinah. Motor BMW 139 (in tudi poznejši 801), je bil prvotno zasnovan kot zamenjava za slabotnejše motorje, kot je bil npr. BMW 132. Motor BMW 139 je bil v bistvu motor BMW 132, ki mu je bila dodana druga vrsta valjev - tako je iz 7-valjnika postal 14-valjnik. Motorji 132 so bili prvenstveno uporabljani v nižje letečih transportnih letalih (npr. Ju 52 Julka) in bombnikih, zato mu tudi niso vgradili superpolnilca (kompresorja), ki bi rešil to težavo. Motorji Daimler-Benz DB 601, ki jih je imel Bf 109, pa so imeli tak superpolnilec, ki je omogočal dodatni pospešek, zaradi tega se 190 ni mogel meriti s 109 glede letenja nad 6.000 m. To je bil tudi eden od razlogov, zakaj je 109 ostal v proizvodnji vse do konca vojne.
Tank je začel iskati še druge možne rešitve, leta 1941 je predlagal številne različice, ki bi uporabljale nove motorje. Da bi izboljšal sposobnosti Fw 190, je predlagal vgraditev turbopolnilcev namesto superpolnilcev. Superpolnilci (kompresorji) so namreč mehansko gnani preko zobnikov od motorja in mu poberejo kar zajeten del moči, turbopolnilci pa so gnani z izpušnimi plini, zato izgube moči skoraj ni. Načrtoval je tri take različice: Fw 190 B s turbopolnilnim BMW 801, Fw 190 C s turbopolnilnim Daimler-Benz DB 603 in Fw 190 D s turbopolnilnim Junkers Jumo 213. Letala bi imela pilotsko kabino pod tlakom in druge izboljšave, ki bi omogočale boljše letenje na velikih višinah. Posledično so naročili tri prototipe.
Fw 190 V12 (različica A-0, tovarniška številka 00035) je bil opremljen z deli, ki so jih nato uporabili v letalih serije B. Ker je prototip temeljil na motorju BMW 801 kot serija A, so bile spremembe trupa minimalne. Vgradili so novo pilotsko kabino s stalnim pritiskom, steklo pokrova kabine je bilo mogoče odmrzovati, vgradili so tudi nov sistem za vbrizg GM-1. Pri prvem testnem letu so se nato pokazale še nekatere težave, ki so bile večinoma povezane s tlačnim sistemom pilotske kabine, posledično so pozno 1942 ukinili celoten sistem. Zgodaj 1943 so začeli z novimi testi, v katerih so uporabili prvih pet izdelanih Fw 190 A-1 (tovarniške številke 0046 do 0049 in 0055) za testna letala. Letala, ki so jih uporabili za preizkus kabin s stalnim pritiskom, so uporabili tudi za testiranje večjih kril, kar pa je resno vplivalo na teste kabine. Po teh testih so zgradili še en dodatni Fw 190 B, ki so ga poimenovali B-1 (tovarniška številka 00811), to letalo je bilo podobno kot B-0, a je imelo malo drugačno oborožitev. Po prvih načrtih bi moral biti B-1 oborožen s štirimi 7,92 mm mitraljezi MG 17 in dvema 20 mm topoma MG FF. Iz neznanih razlogov pa je bilo letalo (tovarniška števila 00811) oboroženo z dvema mitraljezoma MG 17, dvema 15 mm topoma MG 151 in dvema 20 mm topoma MG FF. Potem, ko je bil izdelan, niso naročili še drugih letal te serije, zato se domneva, da so bili testi nezadovoljivi.
Serija C, ki je uporabljala daljši in težji motor DB 603, je potrebovala že večje spremembe trupa. Ker se je razporeditev teže pomaknila še bolj naprej, so morali podaljšati repni del. Tako so premaknili težnostni center (težišče) spet nazaj na pravo mesto, glede na krilo. Da bi testirali nov trup, so opremili več standardnih 190 z daljšimi motorji DB 603:
- V13 (W.Nr. 0036) z DB 603A (1.750 KM/1.286 KW) in
- V15 in V16 z DB 603E (1.800 KM/1.324 KW). S tem motorjem je V16 dosegel hitrost 650 km/h na višini 5.200 m.
- V18 je bila prva različica, ki je bila opremljena kot višinski lovec s kabino s stalnim pritiskom, daljšimi krili, motorjem DB 603G, novim štirilistnim propelerjem in turbopolnilcem Hirth 9-2281. Za razliko od poskusnih B letal, je imel V18 turbopolnilec vgrajen na boljše mesto pod pilotsko kabino.[24] Zaradi tega je dobilo letalo vzdevek Kenguru (nemško Känguruh). Pozneje so V18 spremenili v V18/U1, ki je imel šibkejšo različico motorja DB 603A, a vgrajen novi turbopolnilec. Sledili so še štirje prototipi: V29, V30, V32 in V33. Podobno kot pri seriji C, so bili prvi primerki serije D izdelani samo z namenom, da bi preizkusili vgradnjo motorja Jumo 213A v obstoječi trup. Ta letala so predstavljala izpeljanko D-0. Izpeljanki D-1 in D-2 sta bili skonstruirani kot višinska lovca. Prvi D-0 prototip je bil končan oktobra 1942, imel je trup različice A-5 z motorjem Jumo 213A. Sledila so še druga letala, a so pozneje ukinili celotno serijo.

Proti koncu leta 1943 je bilo očitno, da se ameriška 8. zračna sila pripravlja na večje letalske operacije. Na višinah, na katerih so delovali bombniki B-17, so bile različice 190 A zelo nebogljene, Bf 109 pa so bili preslabo oboroženi, da bi bili uspešni proti močno oklepljenim bombnikom. Serija B je bila do takrat že ukinjena, zato so se osredotočili le na seriji C in D, težave v obeh serijah so povzročali turbopolnilci, ker niso delovali dovolj zanesljivo. RLM je zaradi vojne potreboval hitro in preprosto rešitev, zato so se odločili, da bodo za nadaljnjo proizvodnjo uporabiljali motor Jumo 213A. Rodila se je nova serija D.
Ta začasna in hitra rešitev je zadostovala, da so bili Fw 190 sposobni za boj proti bombnikom. Leta 1943 je namreč Luftwaffe postala vse bolj zaskrbljena glede B-29 Supertrdnjav, ti ameriški bombniki so lahko leteli na takih višinah, kjer nemški lovci niso bili učinkoviti. Na sestanku v Messerschmittovih tovarnah so se odločili, da bodo nadaljevali z razvojem višinskega Fw 190 pod imenom Ra(ffat)-2 in Ra(ffat)-3, hkrati bodo razvili novo različico Bf 109 pod imenom Messerschmitt Me 155. Pozneje so projekt Ra-3 preimenovali v Focke-Wulf Ta 152 H.
Primerjava različic serije B
| Motor      | Moč (KW/KM) | Osnovna teža (kg) | Razpon kril (m) | Površina kril (m²) | Bojni tovor (kg) | Dolet (km) | Operativna višina (m) | Največja hitrost (km/h) | Potovalna hitrost (km/h) | Hitrost vzpona (m/s) |       |
| ---------- | ----------- | ----------------- | --------------- | ------------------ | ---------------- | ---------- | --------------------- | ----------------------- | ------------------------ | -------------------- | ----- |
| Fw 190 B-0 | BMW 801 D-2 | 1.272/1.730       | 3.700           | 12,30              | 20,30            | ?          | 600                   | 11.500                  | 690                      | ?                    | 16.00 |
| Fw 190 C-0 | BMW 801 D-2 | 1.227/1.670       | 4.107           | 12,30              | 20,30            | ?          | 430                   | 13.000                  | 685                      | ?                    | 10.00 |

## Fw 190 D
Fw 190 D (Dora oz. Dolgonosa Dora - Langnasen-Dora) je bila posodobljena serija A, predelana tako, da je lahko bolj uspešno napadala visoko leteče ameriške bombnike. Dora je imela V-12 tekočinsko hlajen motor Junkers Jumo 213 (1.726 KM/1.287 KW). Na samem začetku proizvodnje so načrtovali, da bodo s serijo D popolnoma zamenjali serijo A. Tako so prvo različico serije D poimenovali kot Fw 190 D-9, saj je bila A-8 zadnja prava različica serije A. Velike težave pri izdelavi motorjev Jumo 213A so povzročile, da je serija A ostala v proizvodnji dlje časa kot je bilo sprva načrtovano.
Zaradi večkratnih poskusov, da bi zasnovali novo generacijo Fw 190 in na podlagi ocen nekaterih nemških pilotov, so bila pričakovanja glede serije D zelo skromna. Poleg tega je Tank oznanil, da bo različica D-9 samo vmesna verzija med letaloma Fw 190A in Ta 152. Šele pozitivna mnenja frontnih pilotov so nato le prepričala vodstvo Luftwaffe. Ugotovili so, da se D-9 odlično odziva na ukaze in ima izredne letalne sposobnosti, tako so odkrili, da je ta različica pravi odgovor na že dolgo iskani višinski (stratosferski) hitri lovec - prestreznik. Ko so ga upravljali izkušeni piloti, so se lahko enakovredno kosali z ameriškimi P-51 in britanskimi Spitfiri Mk XIV. Dora tako velja za vrhunec nemške letalske industrije propelerskih lovskih letal.
Da bi lahko vdelali novi motor v trup in ohranili pravo težišče ter razporeditev teže, so morali podaljšati nos in rep letala. Letalo so podaljšali za 152 cm, tako da je doseglo skupno dolžino 10,19 m, trup so podaljšali med kabino in repom letala.
Vgradnja vrstnega motorja je narekovala spremembo trupa zaradi novega tekočinskega hlajenja. Zaradi enostavnosti sistema in čimboljše aerodinamike, je Tank vstavil obročast (anularen) hladilnik na prednji del motorja, podobno rešitev je imel Junkers Ju 88 z Jumo motorji. Zaradi tega je D-9 dajal vtis, da je še zmeraj letalo z zvezdastim motorjem. Prva letala serije D so imela raven zgornji del kabine, a so kmalu začeli vgrajevati kapljičast pokrov.
Ker je D-9 imel vlogo čistega lovskega letala, je bila temu prilagojena tudi vsa oborožitev, ta je bila lažja kot v predhodnih različicah. Opustili so dva krilna topova, tako da je letalo imelo le dva 13 mm mitraljeza MG 131 in dva 20 mm topova MG 151/20 v krilih. Letalo je malenkostno izgubilo na okretnosti okoli lastne vzdolžne osi, povečale pa so se mu sposobnosti v zavoju, vzpenjanju, strmoglavljanju in vododravnem letu. Dora je imela enaka krila kot A-8, a je bila še zmeraj sposobna nositi zunanjekrilna topova (kot pri različici D-11), s tristopenjskim superpolnilcem in štirimi krilnimi topovi (dva 15 mm MG 151 in dva 30 mm MK 108).
Nekatere Dore so uporabili za lovsko zaščito letališč Me 262, saj so bili ti novi reaktivci izredno ranljivi pri vzletu in pristanku. Bile so del tako imenovane Platzsicherungstaffel, pri čemer so bile spodnje strani letal skoraj popolnoma pobarvane rdeče in belo ali včasih s črno-belimi progami. Na ta način so omogočili boljše prepoznavanje lastnih letal v zraku, tako so olajšali delo protiletalske obrambe in zmanjšali število žrtev lastne protiletalske. Najbolj znana taka enota je bila JV 44, ki je delovala med marcem in majem 1945.
Primerjava različic serije D
| Različica   | Motor        | Moč (KW/KM) | Osnovna teža (kg) | Razpon kril (m) | Površina kril (m²) | Bojni tovor (kg) | Dolet (km) | Operativna višina (m) | Največja hitrost (km/h) | Potovalna hitrost (km/h) | Hitrost vzpona (m/s) |
| ----------- | ------------ | ----------- | ----------------- | --------------- | ------------------ | ---------------- | ---------- | --------------------- | ----------------------- | ------------------------ | -------------------- |
| Fw 190 D-9  | Jumo 213 A-1 | 1.300/1.770 | 4.270             | 10,50           | 18,30              | 1.021            | 810        | 11.100                | 686                     | 518                      | 16                   |
| Fw 190 D-12 | Jumo 213 E-1 | 1.374/1.870 | 4.400             | 10,50           | 18,30              | 1.131            | 750        | 12.500                | 760                     | 580                      | 17                   |
| Fw 190 D-14 | DB 603 AE    | 1.286/1.750 | 4.351             | 10,50           | 18,30              | 911              | 800        | 11.750                | 710                     | 620                      | 16                   |

## Jurišne različice
Kljub temu, da so bile skoraj vse različice Fw 190 opremljene za napade na kopenske cilje, sta obstajali dve posebni jurišni izpeljanki. Luftwaffe je iskala novo letalo, ki bi zamenjalo dvokrilnik Henschel Hs 123 (ta je bii že zdavnaj popolnoma zastarel) in jurišnik Junkers Ju 87 "štuka" (zastarel, prepočasen in pretežak). Zaradi dobrih sposobnosti v nizkem letu in relativno velike moči, so Fw 190 namenili tudi vlogo jurišnika v dveh izpeljankah F in G.

### Fw 190 F
Fw 190 F je temeljil na Fw 190 A-0/U4. Prva testiranja so se začela maja 1942, nato pa so v Focke-Wulfu začeli z načrtovanjem jurišne izpeljanke. Dodali so nov oklep na trebuh letala, s čimer so zavarovali rezervoarje za gorivo, pilotsko kabino, motor, podvozje in orožje s strelivom, nameščeno v krilih. Komplet Umrüst-Bausatze št. 3 so namestili na letalo s pomočjo ETC 501 oz. ER 4, hkrati pa so pritrdili po eno SC 250 bombo pod vsako krilo. 
Fw 190 F-1
To novo letalo je dobilo oznako Fw 190 F-1. Prvih 30 letal niso izdelali na novo, ampak so le predelali model Fw 190 A-4/U3. Kmalu za tem pa je Focke-Wulf začel s serijsko izdelavo. 
Fw 190 F-2
Fw 190 F-2 so dobili s predelavo Fw 190 A-5/U3, nato so jih začeli izdelovati. Izdelali so okoli 270 takih letal.
Fw 190 F-3
Fw 190 F-3 je temeljil na Fw 190 A-5/U17, ki je bil opremljen s podtrebušnim nosilcem ETC 501 in dvema dvojnima ETC 50 pod vsakim krilom. Izdelanih je bilo 432 letal.
Fw 190 F-4/-7
Zaradi neuspešnih napadov na ruske tanke T-34, so opustili razvoj izpeljank F-4 do F-7 in se posvetili predelavi Fw 190 A-8.
Fw 190 F-8
Fw 190 F-8 se je od različice A-8 razlikoval po malenkostno predelanemu sistemu vbrizgavanja goriva, ki je povečal moč motorja na majhnih višinah za nekaj minut. F-8 je bil opremljen tudi s posodobljeno radijsko postajo FuG 16ZS, ki je omogočala boljšo povezavo s kopenskimi enotami. Letalo je bilo oboroženo z dvema 20 mm topoma MG 151/20 v krilih in dvema 13 mm mitraljezoma MG 131 nad motorjem. Več deset letal so uporabili za testiranje protioklepne oborožitve (raket zrak-zemlja WGr. 28, raket Panzerschreck, Panzerblitz 1 in R4M). Izdelanih je bilo najmanj 3.400 letal.
Fw 190 U
Izdelanih je bilo tudi več kompletov Umrüst-Bausätze za predelavo letala.
Fw 190 U1
U1 je bil komplet za daljinski lovski bombnik, ki je bil opremljen z nosilci V.Mit-Schloβ (vsak je lahko nosil en 300 l odvrgljiv rezervoar). Dodali so tudi nosilce za bombe ETC 503, s katerimi je lahko pod vsakim krilom nosil po eno bombo SC 250 in še dve pod trebuhom.
Fw 190 U2
U2 je bil komplet za torpedni bombnik, ki je bil opremljen z nosilci ETC 503 pod vsakim krilom in nosilcem ETC 504 pod trebuhom. Opremljen je bil z novim namerilnim sistemom TSA 2A, ki je omogočal točnejše zadevanje morskih ciljev.
Fw 190 U3
U3 je bil komplet za težki torpedni bombnik, ki je bil opremljen s podtrebušnim nosilcem ETC 502, na katerem je lahko nosil en težki torpedo BT 1400. Zaradi velikosti torpeda so morali podaljšati repni nosilec kolesa. Opremljen je bil z motorjem BMW 801 S (2.000 KM/1.490 KW) in repom letala Ta 152 H.
Fw 190 U4
U4 je bil komplet za nočnega lovca. Opremljen je bil z dušilci plamenov izpuha, pristajalnimi lučmi in drugo opremo, ki je omogočala nočno vzletanje, letenje in pristajanje. Kot standardno oborožitev je imel lovec le dva topa MG 151/20. Poleg tega pa so lahko na nosilce namestili tudi torpedo, bombe...
Fw 190 F-9
Fw 190 F-9 je temeljil na Fw 190 A-9, imel je repni del letala Ta 152, kapljičast pokrov kabine in štiri nosilce ETC 50 oz. ETC 70 pod vsakim krilom. Med decembrom 1944 in majem 1945 je bilo izdelanih več sto letal.

### Fw 190 G
Fw 190 G je bil zasnovan kot daljinski lovski bombnik (Jabo-Rei oz. Jagdbomber mit vergrösserter Reichweite). Po uspehu Fw 190 F kot jurišnika (Schlachtflugzeug), sta Luftwaffe in Focke-Wulf iskala načine, kako bi povečali dolet serije F. Na podlagi ugotovitev so začeli načrtovati serijo G. 
Nekatera letala so v enotah preuredili tako, da so lahko nosila 1.000, 1.600 ali 1.800 kg bombe, pri tem so obenem ojačali podvozje in uporabili močnejše pnevmatike.
Skupaj je bilo izdelanih okoli 800 letal serije G. Pravo število izdelanih letal verjetno ne bo nikoli znano, saj so med vojno izdelali tudi t. i. kompozitna letala, ki so jih sestavili iz ostankov letal, ki so bila preveč poškodovana za popravilo. Eno takih letal je danes na razstavi v Nacionalnem letalskem in vesoljskem muzeju (NASM) ZDA.
Fw 190 G-1
Fw 190 G-1 je temeljil na Fw 190 A-4/U8 (daljinski lovski bombnik). Prvi testi so pokazali, da se z odstranitvijo vse oborožitve, razen dveh krilnih topov MG 151 s pripadajočim strelivom, poveča nosilnost letala. G-1 je bil sposoben nositi tri 250 kg bombe ali pa dve 250 kg bombi in eno 500 kg bombo. Večina G-1  je na bojne polete letela s podkrilnim rezervoarjem. Ker so odstranili oborožitev, so lahko vgradili dodatni rezervoar za olje. Občasno so v letala vgradili tudi  FFK (Freund-Feind Kennung ali IFF) FuG 25a in pa radijsko usmerjevalno napravo.
Fw 190 G-2
Fw 190 G-2 je temeljil na Fw 190 A-5/U8. G-2 je bil opremljen podobno kot G-1, zaradi vojnih razmer so zamenjali podkrilne nosilce s preprostejšimi V.Mit-Schloß. Nekateri G-2 so bili opremljeni z dodatnim rezervoarjem za olje na mestu odstranjenega mitraljeza MG 17. Nekateri primerki so bili opremljeni z dušilci plamenov izpuha in pristajalno lučjo na levem krilu za potrebe nočnih operacij.
Fw 190 G-3
Fw 190 G-3 je temeljil na Fw 190 A-6. Kot predhodni izpeljanki serije G je tudi G-3 imel le dva krilna 15 mm topa MG 151. Vgradili so nosilce V.Fw.Trg, ki so omogočali hkratno namestitev bomb in rezervoarja za gorivo. Dva dodana rezervoarja za gorivo sta povečala čas doleta za 2 uri in pol, zato so v letalo vgradili tudi avtopilota PKS 11. Nekateri G-3, zgrajeni koncem leta 1943, so imeli posodobljen motor BMW 801 D-2, ki je omogočal za krajši čas v nizkem letu večjo moč motorja.Obstajala sta dva kompleta Rüstsätze:
- R1: zamenjali so nosilce V.Fw.Trg s podkrilnimi nosilci topov WB 151/20. Letalo je imelo šest 20 mm topov. Ponavadi niso dodali dodatnega oklepa in odstranili so avtopilota. Različico so uporabili za napade na kopenske cilje in za napade na bombnike.
- R5: odstranili so nosilce V.Fw.Trg z nosilci ETC 50. Prav tako so odstranili dodatni oklep in dodatni rezervoar za olje. V nekatera letala so ponovno namestili mitraljeze MG 17.

Fw 190 G-8
Fw 190 G-8 je temeljil na FW 190 A-8. Uporabljal je isti pokrov kabine kot F-8 in je imel nameščene nosilce ETC 503, ki so lahko nosili bombe ali pa rezervoarje za gorivo. 
Obstajala sta dva kompleta Rüstsätze:
- R4: uporabljal je prenovljen GM-1, a ni nikoli šel v serijsko proizvodnjo.
- R5: zamenjali so nosilce ETC 503 za nosilce ETC 50 oz. ETC 71. Zaradi podobnosti s F-8 je bil G-8 v serijski proizvodnji le kratek čas.

## Šolske različice
Luftwaffe je začela z zamenjavo zastarelih letal, kot je bila štuka, s Fw 190. Piloti so tudi potrebovali urjenje za novi tip letala, zato so začeli izdelovati šolske različice. Predelali so več starih Fw 190 A-5 in leta 1944 tudi A-8 tako, da so zamenjali rezervoar MW 50 z drugo pilotsko kabino. Predelali so tudi trup letala, da so lahko vgradili tridelni pokrov kabine (odpiral se je vstran). Sprva so jih poimenovali FW 190 A8-U1, nato pa so jim dodali končnico S-5 oz. S-8. Izdelanih oz. predelanih je bilo 58 letal.

## Proti koncu vojne
Po seriji D so začeli različice poimenovati kot Ta 190 po Kurtu Tanku. RLM je spremenil politiko imenovanja letal iz imenovanja po podjetju v imenovanje po glavnem inženirju. Tako je Tank postal prvi inženir, ki je bil počaščen na ta način, Willy Messerschmitt je povsem isto dosegel že s prevzemom Bayerische Flugzeugwerke. Letalo se je od prvotnega načrta korenito spremenilo. Najbolj obetaven načrt je bil višinski lovec Ta 152 H, ki je imel tekočinsko hlajen motor Jumo 213E, imel je večjo površino kril za boljše lastnosti na velikih višinah. Glavna naloga tega letala so bile akcije proti bombnikom B-29, letalo je lahko preseglo hitrost 700 km/h in doseglo operativno višino 15.000 m. Oboroženo je bilo z enim 30 mm topom MK 108 in dvema 20 mm topoma MG 151/20. Zaradi proizvodnih težav, pomanjkanja materialov in prekinitev proizvodnje, je bilo do konca vojne izdelanih le okoli 150 letal vseh različic. Po nekaterih podatkih je bilo operativnih le 47 letal Ta 152 H. Hkrati so delali na razvoju prototipa Ta 152 C, ki je imel motor DB 603, 5 topov in krajša krila. Bil je namenjen bojevanju v nižjih zračnih plasteh.
Fw 190 A so v zadnjih dneh bojev na zahodni fronti uporabljaljali za izstrelitev in usmerjanje vodljivih bomb Mistel. Večino Mistlov so tako izstrelili s pomočjo Fw 190.

## Uporabniki
Francija
- Vojno letalstvo Francije je po vojni naročilo 64 letal Fw 190 A-5/A-6 pod oznako NC 900. Letalo so uporabljali le krajši čas, saj so jih umaknili zaradi težav z motorji BMW-801.

 Nemčija
- Luftwaffe

 Madžarska
- Kraljevo madžarsko vojno letalstvo je prejelo 72 Fw 190 F-8 za šolske in obrambne namene.

 Japonska
- Cesarsko japonsko vojno letalstvo kopenske vojske je prejelo dva Fw 190 A-5/A-8 za testiranje.

 Romunija
- Kraljevo romunsko vojno letalstvo je prejelo več Fw 190 A-8 za potrebe zračne obrambe mestnih območij.

 Sovjetska zveza
- Vojno letalstvo Sovjetske zveze je zajelo več letal Fw 190 A in D; uporabljali so jih v Baltski floti.

 Turčija
- Vojno letalstvo Turčije je prejelo 72 letal Fw 190 A-3a,[30] s katerimi so posodobili svoje vojno letalstvo. Uporabljali so jih do leta 1949.

## Fw 190 in Ki-61
Med vojno je Nemčija poslala eno letalo Fw 190 A-8 na Japonsko na tehnično ocenitev. Analiza Fw 190 je pomagala pri razvoju japonskega lovca Kawasaki Ki-100, ki je uporabljal zvezdasti motor. Glavni nemški prispevek je bila pomoč glede vgraditve širokega motorja v ozek trup japonskega lovca. Predhodnik Ki-100 je bil Kawasaki Ki-61, ki je uporabljal japonsko licenčno različico motorja Daimler-Benz DB 601, katerega so uporabljale zgodnje različice Bf 109.

## Preživela letala
Trenutno obstaja najmanj 28 Fw 190, ki so bili izdelani med drugo svetovno vojno. Od tega jih je 15 v ZDA, 4 v Združenem kraljestvu, 3 v Nemčiji, 2 na Norveškem in po en v Franciji, Srbiji (Muzej letalstva v Beogradu), Makedoniji, Rusiji, Južnoafriški republiki in v Braziliji. 
En Fw 190 D se nahaja v Muzeju letalstva v Seattlu, eden tudi še v Nacionalnem muzeju Vojnega letalstva ZDA, sposojen od Nacionalnega letalskega in vesoljskega muzeja (NASM). NASM hrani tudi redki Ta 152 H-0/R-11 v Suitlandu (Maryland).

### Dvig najdenega letala
1. novembra 2006 so dvignili Fw 190 A-3 z morskega dna v okolici otoka Sotra blizu norveškega Bergna. Med vojno je pilot  zasilno pristal na morju in se uspel rešiti iz letala, nato pa so ga potegnili na kopno. Ko so Fw 190 dvignili iz globine 60 m, so odkrili, da je letalo (Rumeni 16 iz IV./JG 5) v dobrem stanju, saj so manjkali le pokrov pilotske kabine, tekstilna prevleka in propeler.

## Sodobni Fw 190
Leta 1997 je manjše nemško podjetje FLUGWERK GmbH začelo izdelovati nove Fw 190 A-8. Letala gradijo povsem na novo, pri izdelavi pa si pomagajo z uporabo nekaterih originalnih orodij, uporabljajo tovarniške načrte in medvojne podatke. Registracijske številke se nadaljujejo, kjer so se končale medvojne; izdelana letala nosijo oznako FW 190 A-8/N (N kot Nachbau; nemško reprodukcija, replika, klon). Nekatera letala so opremili celo z izvirnimi repnimi kolesi, ki so ostala še iz druge svetovne vojne. Novembra 2005 so dokončali prva letala. Ker izvirni motorji BMW 801 niso bili več na voljo, so uporabili kitajske licenčne motorje ruskega motorja AŠ-82FN (14-valjni zvezdasti zračno hlajen motor po ameriški licenci Wright Cyclone). Med vojno so jih uporabljali nasprotniki Fw 190, ruski La-5 in La-7. 
Pred kratkim je isto podjetje začelo izdelovati tudi različico Fw 190 D-9, ki bo uporabljala predelan motor Allison V-1710 V-12. Med drugo svetovno vojno so ga uporabljale ruske Bell P-39 Airacobre, še en nasprotnik Fw 190 na ruskem bojišču.
Eden takih Fw 190 A-8/N je sodeloval v finskem vojnem filmu Tali-Ihantala 1944. Letalo je bilo pobarvano z istim vzorcem kot letalo polkovnika Ericha Rudorfferja iz leta 1944. Film je bil prikazan jeseni 2007.
White 1 Foundation je fundacija, ki se prvenstveno ukvarja z obnavljanjem izvirnega Fw 190 F, ki je letel v sestavi JG 3 Eismeer. Fundacija ima v lasti tudi nekaj izvirnih motorjev Junkers Jumo 213 in še nekaj drugih rezervnih delov.

## Pregled vseh različic
| Različica       | Motor       | Tip                             | Oborožitev                                       | Proizvodnja    |
| --------------- | ----------- | ------------------------------- | ------------------------------------------------ | -------------- |
| Fw 190 A-0      | BMW 801 C-0 | prototip                        | 2x MG/FF 4x MG 17                                | ne             |
| Fw 190 A-0/U1   | BMW 801 C-1 | prototip                        | 4x MG 17                                         | ne             |
| Fw 190 A-0/U2   | BMW 801 D   | prototip                        | 2x MG 17 2x MG 131                               | ne             |
| Fw 190 A-0/U3   | BMW 801 C-1 | prototip                        | 4x MG 17 2x MG FF/M                              | ne             |
| Fw 190 A-0/U4   | BMW 801 C-1 | prototip                        | 4x MG 17 2x MG FF/M                              | ne             |
| Fw 190 A-0/U5   | BMW 801 C-1 | prototip                        | 2x MG 17 2x MG 151                               | ne             |
| Fw 190 A-0/U6   | Wright      | prototip                        | brez                                             | ne             |
| Fw 190 A-0/U7   | BMW 801 D   | prototip                        | brez                                             | ne             |
| Fw 190 A-0/U8   | BMW 801 D   | prototip                        | brez                                             | ne             |
| Fw 190 A-0/U9   | BMW 801 C-1 | prototip                        | brez                                             | ne             |
| Fw 190 A-0/U10  | BMW 801 C-1 | prototip                        | 2x MG 17 2x MF FF-G2 1x MG 151/20                | ne             |
| Fw 190 A-0/U11  | BMW 801 C-1 | prototip                        | 4x MG 17 2x MG FF/M                              | ne             |
| Fw 190 A-1      | BMW 801 D-1 | lovec                           | 4x MG 17 2x MG FF/M                              | avgust 1941    |
| Fw 190 A-1/U1   | BMW 801 D-1 | lovec                           | 4x MG 17 2x MG FF/M                              |                |
| Fw 190 A-1/U2   | BMW 801 D-2 | lovec                           | 4x MG 17 2x MG FF/M                              |                |
| Fw 190 A-2      | BMW 801 C-2 | lovec                           | 2x MG 17 2x MG FF/M 2x MG 151                    |                |
| Fw 190 A-2/U-1  | BMW 801 C-2 | lovec                           | 4x MG 17 2x MG FF/M                              |                |
| Fw 190 A-2/U-3  | BMW 801 C-2 | jurišnik                        |                                                  |                |
| Fw 190 A-3      | BMW 801 D   | lovec                           |                                                  |                |
| Fw 190 Aa-3     |             | izvozni lovec za Turčijo        |                                                  |                |
| Fw 190 A-3/U2   | BMW 801 D   |                                 |                                                  |                |
| Fw 190 A-3/U4   | BMW 801 D   | izvidniški lovec                |                                                  | januar 1943    |
| Fw 190 A-3/U7   |             | lahki višinski lovec            |                                                  | september 1942 |
| Fw 190 A-4      | BMW 801 D   | lovec                           |                                                  | avgust 1942    |
| Fw 190 A-4 Trop |             | tropski lovec in lovski bombnik |                                                  | december 1942  |
| Fw 190 A-4/U3   | BMW 801 D-2 | lovski bombnik                  |                                                  | marec 1943     |
| Fw 190 A-4/U4   | BMW 801 D-2 | izvidniški lovec                |                                                  |                |
| Fw 190 A-4/U8   |             | lovski bombnik                  | 2x MG 151/20                                     | april 1943     |
| Fw 190 A-4/R1   | BMW 801 D   | lovec                           | 2x MG 17 2x MG 151 2x MG FF                      |                |
| Fw 190 A-4/R6   | BMW 801 D   | lovec                           | 2x Werfergranaten 21                             |                |
| Fw 190 A-5      | BMW 801     | lovec                           |                                                  | januar 1943    |
| Fw 190 A-5/y    | BMW 801     |                                 |                                                  | junij 1943     |
| Fw 190 A-5/U1   |             | lovski bombnik                  |                                                  | marec 1943     |
| Fw 190 A-5/U3   | BMW 801 D   | lovski bombnik                  | 2x MG 17 2x MG 151 2x MG FF 1x 500 kg bomba      | marec 1943     |
| Fw 190 A-5/U4   | BMW 801 D   | izvidniški lovec                |                                                  |                |
| Fw 190 A-5/U7   | BMW 801 D   |                                 | 2x MK 103 ali 2x MK 108                          |                |
| Fw 190 A-5/U8   | BMW 801 D   | daljinski lovski bombnik        | 2x MG 151/20                                     | marec 1943     |
| Fw 190 A-5/U9   | BMW 801 D   |                                 | 2x MG 131 4x MG 151/20 1x 500 kg bomba           |                |
| Fw 190 A-5/U10  | BMW 801 D   |                                 |                                                  |                |
| Fw 190 A-5/U11  | BMW 801 D   | protibombniški lovec            |                                                  |                |
| Fw 190 A-5/U12  | BMW 801 D   |                                 | 2x MG 17 6x MG 151/20                            | junij 1943     |
| Fw 190 A-5/U13  | BMW 801 D   | lovski bombnik                  |                                                  |                |
| Fw 190 A-5/U14  | BMW 801 D   | torpedni bombnik                |                                                  |                |
| Fw 190 A-5/U15  | BMW 801 D   | torpedni bombnik                |                                                  |                |
| Fw 190 A-5/U16  | BMW 801 D   | protibombniški lovec            | 2x MG 17 2x MG 151/20 2x MG FF 2x MK 108         |                |
| Fw 190 A-5/U17  | BMW 801 D   | lovski bombnik                  | 2x MG 17 6x MG 151/20 ali 4x MG 151/20 2x MG 103 |                |
| Fw 190 A-5/R1   | BMW 801 D   |                                 |                                                  |                |
| Fw 190 A-5/R6   | BMW 801 D   |                                 | 2x MG 17 4x MG 151/20                            | marec 1944     |
| Fw 190 A-6      | BMW 801 D-2 | lovec                           | 2x MG 17 4x MG 151                               | junij 1943     |
| Fw 190 A-6/R1   | BMW 801 D-2 |                                 | 4x MG 151                                        |                |
| Fw 190 A-6/R2   | BMW 801 D-2 | protibombniški lovec            | 2x MK 108 2x MG 17 2x MG 151/20                  |                |
| Fw 190 A-6/R3   | BMW 801 D-2 | protibombniški lovec            | 2x MK 103 2x MG 17 2x MG 151/20                  |                |
| Fw 190 A-6/R4   | BMW 801 D-2 |                                 | 2x Werferganaten 21                              |                |
| Fw 190 A-6/R6   | BMW 801 D-2 |                                 |                                                  | januar 1944    |
| Fw 190 A-6/R11  | BMW 801 D-2 | nočni lovec                     |                                                  |                |
| Fw 190 A-7      | BMW 801 D-2 | lovec                           |                                                  | december 1943  |
| Fw 190 A-7/R1   | BMW 801 D-2 |                                 | 1x MG 151                                        | marec 1944     |
| Fw 190 A-7/R2   | BMW 801 D-2 | protibombniški lovec            | 2x MK 108                                        | marec 1944     |
| Fw 190 A-7/R3   |             | protibombniški lovec            | 2x MK 103                                        |                |
| Fw 190 A-7/R4   | BMW 801 D-2 | protibombniški lovec            | 2x Werfergranaten 21                             |                |
| Fw 190 A-7/R6   | BMW 801 D-2 |                                 |                                                  | januar 1944    |
| Fw 190 A-8      | BMW 801 D-2 | lovec                           |                                                  | marec 1944     |
| Fw 190 A-8/U1   |             | dvosedežno šolsko letalo        |                                                  |                |
| Fw 190 A-8/U3   |             |                                 |                                                  |                |
| Fw 190 A-8/U11  |             | torpedni bombnik                |                                                  |                |
| Fw 190 A-8/R1   |             |                                 | 4x MG 151                                        |                |
| Fw 190 A-8/R2   |             | protibombniški lovec            | 2x MK 108                                        | april 1944     |
| Fw 190 A-8/R3   |             | protibombniški lovec            | 2x MK 103                                        |                |
| Fw 190 A-8/R4   |             |                                 |                                                  | december 1944  |
| Fw 190 A-8/R5   |             |                                 |                                                  |                |
| Fw 190 A-8/R6   |             |                                 |                                                  | april 1944     |
| Fw 190 A-8/R7   |             | jurišnik                        |                                                  |                |
| Fw 190 A-8/R8   |             | jurišnik                        |                                                  | 1944           |
| Fw 190 A-8/R11  |             | lovec za vse vremenske pogoje   |                                                  |                |
| Fw 190 A-8/R12  |             |                                 |                                                  |                |
| Fw 190 A-8D/NL  |             |                                 |                                                  |                |
| Fw 190 A-9      |             | lovec                           |                                                  | september 1944 |
| Fw 190 -9/R1    |             |                                 | 4x MG 151                                        |                |
| Fw 190 A-9/R2   |             | protibombniški lovec            | 2x MK 108                                        |                |
| Fw 190 A-9/R3   |             | protibombniški lovec            | 2x MK 103                                        |                |
| Fw 190 A-9/R4   |             |                                 |                                                  |                |
| Fw 190 A-9/R6   |             |                                 |                                                  | september 1944 |
| Fw 190 A-9/R11  |             | lovec za vse vremenske pogoje   |                                                  |                |
| Fw 190 A-9/R12  |             |                                 |                                                  |                |
| Fw 190 A-10     |             | lovski bombnik                  |                                                  | ne             |
| Fw 190 B-0      |             | višinski lovec                  |                                                  | ne             |
| Fw 190 B-1      |             | višinski lovec                  |                                                  | ne             |
| Fw 190 C-0      |             | višinski lovec                  |                                                  | ne             |
| Fw 190 D-0      |             |                                 |                                                  | ne             |
| Fw 190 D-9      |             | lovec                           |                                                  | september 1944 |
| Fw 190 D-9/R11  |             | lovec za vse vremenske pogoje   |                                                  |                |
| Fw 190 D-10     |             | lovec                           |                                                  | ne             |
| Fw 190 D-11     |             | lovec                           |                                                  |                |
| Fw 190 D-11/R20 |             |                                 |                                                  |                |
| Fw 190 D-11/R21 |             |                                 |                                                  |                |
| Fw 190 D-12     |             | lovski bombnik                  |                                                  |                |
| Fw 190 D-12/R5  |             | lovski bombnik                  |                                                  |                |
| Fw 190 D-12/R11 |             | lovec za vse vremenske pogoje   |                                                  |                |
| Fw 190 D-12/R21 |             |                                 |                                                  |                |
| Fw 190 D-12/R25 |             |                                 |                                                  |                |
| Fw 190 D-13     |             | lovec                           |                                                  | 1945           |
| Fw 190 D-13/R5  |             | lovski bombnik                  |                                                  |                |
| Fw 190 D-13/R11 |             | lovec za vse vremenske pogoje   |                                                  |                |
| Fw 190 D-13/R21 |             |                                 |                                                  |                |
| Fw 190 D-13/R25 |             |                                 |                                                  |                |
| Fw 190 D-14     |             | lovec                           |                                                  | ne             |
| Fw 190 D-15     |             | lovec                           |                                                  | ne             |
| Fw 190 E        |             | izvidniško letalo               |                                                  | ne             |
| Fw 190 F-1      |             | lovski bombnik                  |                                                  | marec 1944     |
| Fw 190 F-2      |             | lovski bombnik                  |                                                  | oktober 1943   |
| Fw 190 F-3      |             | lovski bombnik                  |                                                  | maj 1943       |
| Fw 190 F-3/R1   |             |                                 |                                                  |                |
| Fw 190 F-3/R3   |             |                                 | 2x MK 103                                        |                |
| Fw 190 F-4      |             | lovski bombnik                  |                                                  | ne             |
| Fw 190 F-5      |             | lovski bombnik                  |                                                  | ne             |
| Fw 190 F-6      |             | lovski bombnik                  |                                                  | ne             |
| Fw 190 F-7      |             | lovski bombnik                  |                                                  | ne             |
| Fw 190 F-8      |             | lovski bombnik                  |                                                  | april 1944     |
| Fw 190 F-8/U1   |             | dvosedežno šolsko letalo        |                                                  |                |
| Fw 190 F-8/U2   |             | torpedni bombnik                |                                                  |                |
| Fw 190 F-8/U3   |             | torpedni bombnik                |                                                  |                |
| Fw 190 F-8/U4   |             | torpedni bombnik                |                                                  |                |
| Fw 190 F-8/U5   |             | torpedni bombnik                |                                                  |                |
| Fw 190 F-8/U14  |             | torpedni bombnik                |                                                  |                |
| Fw 190 F-8/U15  |             | torpedni bombnik                |                                                  |                |
| Fw 190 F-8/R1   |             |                                 |                                                  | maj 1944       |
| Fw 190 F-8/R2   |             |                                 | 2x MK 108                                        |                |
| Fw 190 F-8/R3   |             |                                 | 2x MK 103                                        |                |
| Fw 190 F-8/R5   |             | daljinski lovec                 |                                                  |                |
| Fw 190 F-8/R8   |             |                                 |                                                  |                |
| Fw 190 F-8/R11  |             |                                 |                                                  |                |
| Fw 190 F-8/R13  |             | nočni lovski bombnik            |                                                  |                |
| Fw 190 F-8/R14  |             | torpedni bombnik                |                                                  |                |
| Fw 190 F-8/R15  |             | torpedni bombnik                |                                                  |                |
| Fw 190 F-8/R16  |             | torpedni bombnik                |                                                  |                |
| Fw 190 F-9      |             | lovski bombnik                  |                                                  | 1945           |
| Fw 190 F-10     |             | lovski bombnik                  |                                                  | ne             |
| Fw 190 F-11     |             | lovski bombnik                  |                                                  | ne             |
| Fw 190 F-12     |             | lovski bombnik                  |                                                  | ne             |
| Fw 190 F-13     |             | lovski bombnik                  |                                                  | ne             |
| Fw 190 F-14     |             | lovski bombnik                  |                                                  | ne             |
| Fw 190 F-15     |             | lovski bombnik                  |                                                  | maj 1945       |
| Fw 190 F-16     |             | lovski bombnik                  |                                                  |                |
| Fw 190 F-16/R14 |             | torpedni bombnik                |                                                  |                |
| Fw 190 G-0      |             | lovski bombnik                  |                                                  | ne             |
| Fw 190 G-1      |             | lovski bombnik                  |                                                  | januar 1944    |
| Fw 190 G-2      |             | lovski bombnik                  |                                                  | oktober 1943   |
| Fw 190 G-2/N    |             | nočni bombnik                   |                                                  |                |
| Fw 190 G-2      |             | lovski bombnik                  |                                                  | oktober 1943   |
| Fw 190 G-2/N    |             | nočni lovski bombnik            |                                                  |                |
| Fw 190 G-3      |             | lovski bombnik                  |                                                  | oktober 1943   |
| Fw 190 G-3/w    |             | lovski bombnik                  |                                                  | november 1943  |
| Fw 190 G-3 Trop |             | tropski lovski bombnik          |                                                  |                |
| Fw 190 G-3/R5   |             | lovski bombnik                  |                                                  |                |
| Fw 190 G-3/N    |             | nočni lovski bombnik            |                                                  |                |
| Fw 190 G-4      |             | lovski bombnik                  |                                                  |                |
| Fw 190 G-4 Trop |             | tropski lovski bombnik          |                                                  |                |
| Fw 190 G-5      |             | lovski bombnik                  |                                                  | ne             |
| Fw 190 G-6      |             | lovski bombnik                  |                                                  | ne             |
| Fw 190 G-7      |             | lovski bombnik                  |                                                  | ne             |
| Fw 190 G-8      |             | lovski bombnik                  |                                                  | marec 1944     |
| Fw 190 G-8/R1   |             | lovski bombnik                  |                                                  | maj 1944       |
| Fw 190 G-8/R4   |             | lovski bombnik                  |                                                  |                |
| Fw 190 G-8/R5   |             | lovski bombnik                  |                                                  | marec 1944     |
| Fw 190 G-8      |             | lovski bombnik                  |                                                  | ne             |
| Fw 190 G-10     |             | lovski bombnik                  |                                                  | ne             |
| Fw 190 H-1      |             | višinski lovec                  |                                                  | ne             |
| Fw 190 S-5      |             | dvosedežno šolsko letalo        |                                                  |                |
| Fw 190 S-8      |             | dvosedežno šolsko letalo        |                                                  |                |